# Trou de Météore
Le Trou de Météore est un cratère circulaire d'origine météoritique de 220 mètres de diamètre et 50 mètres de profondeur, situé à Cabrerolles, dans l'Hérault, en France.

## Géographie
Le cratère est une dépression de 50 mètres de profondeur avec un diamètre de 200 à 220 mètres au plus et de 100 mètres à son fond.
Ses pentes sont aujourd'hui boisées par la garrigue et son fond est couvert de vignes du Domaine du Météore.

## Histoire

### Découverte du cratère
La dépression est connue anciennement sous le nom du « Clot ». C'est l'analyse par André Cailleux et Bernard Gèze, avec cinq autres dépressions dans la commune de Faugères, qui mène à la première identification d'une origine météoritique.
Les arguments avancés sont l'impossibilité d'une origine karstique, l'existence d'une anomalie magnétique, des similitudes avec le Meteor Crater et l'absence de dolines dans la couche géologique locale.
Ces informations géomorphologiques sont appuyées par les analyses de Frank Brenker et Andreas Junge publiées en 2023. La présence de brèches et de sphérules d'oxyde de fer comprenant des grains d'alliage nickel-fer à leur surface, ainsi que des micro-diamants, sont typiques d'un impact météoritique. Avec une nouvelle analyse de l'intensité du champ magnétique, plus faible dans le cratère à cause de la fonte des roches percutées, tous ces résultats confirment que le cratère est d'origine météoritique. C'est le deuxième formellement identifié en France, après l'astroblème de Rochechouart-Chassenon.

### Hypothèses sur l'origine
En 1950, la première hypothèse de la nature météoritique du relief est émise par les deux géologues français André Cailleux et Bernard Gèze,. Un an plus tard, Carl Luplau Janssen (da) indique avoir vu des similarités avec des cratères de la Lune. Mais en 1964, Carlyle Smith Beals contredit les hypothèses des Français concernant le cratère de Cabrerolles, mais aussi leurs cinq autres propositions de cratères d'origines météoritiques sur la commune voisine de Faugères.
Cependant, en 1980, Quinn R. Passey et H. J. Melosh indiquent que le système de cratère identifié par Cailleux et Gèze, situé sur Cabrerolles et Faugères, pourrait provenir d'un météoroïde fragmenté provenant du nord-est.
En 1981, Marie-Véronique Brun, Johanne Lortie et Guy Rigal, de l'université de Montpellier confirment l'origine météoritique de la dépression. Cette dernière publication clôt les recherches sur le lieu pendant plusieurs décennies.
Un nouvel intérêt émerge en 2021, où lors d'un déplacement de vacances, Frank Brenker est interpellé par le nom du vin produit dans le cratère : « Le Domaine du Météore ». Il revient au printemps 2022 avec Andreas Junge et des étudiants de l'université Johann Wolfgang Goethe de Francfort-sur-le-Main pour faire des observations sur le terrain et collecter des échantillons. Leurs analyses ont confirmé l'origine météoritique et sont publiées en mars 2023. Elles révèlent la découverte de sphérules d'oxyde de fer contenant des diamants microscopiques, de brèches et d'un champ magnétique affaibli dans les environs, un faisceau de solides preuves géologiques et minéralogiques en faveurs d'une origine météoritique du site. Vu la faible profondeur du cratère et la faible anomalie magnétique, l'impacteur est estimé de petite taille. Si les cratères de Faugères sont confirmés également, un lien est fort probable avec celui du Trou du Cratère et cet ensemble proviendrai d'un météoroïde fragmenté. L'impact est daté de probablement moins de 10 000 ans.